# Coryphaenoides subserrulatus
Coryphaenoides subserrulatus är en fiskart som beskrevs av Makushok, 1976. Coryphaenoides subserrulatus ingår i släktet Coryphaenoides och familjen skolästfiskar. IUCN kategoriserar arten globalt som livskraftig. Inga underarter finns listade i Catalogue of Life.